# Zahedán
Zahedán (en persa: زاهدان Zāhedān) o Saravan ciudad iraní y capital de la provincia de Sistán y Baluchistán. Situada al sudeste del país, cerca de la frontera con Pakistán y con Afganistán. Zahedán tiene una población estimada de 640.031 habitantes en el 2012. Está cerca de las fronteras entre Irán y Pakistán, donde vive el pueblo baluchi.